# Bruno Bartholome
Bruno Martin Ernst Arthur Bartholome (* 23. August 1927 in Geschwenda; † 7. Juli 1994 Suhl) war ein deutscher Leichtathlet. Er trat im Marathon- und Crosslauf an.

## Biografie
Bartholome gewann bei den DDR-Meisterschaften 1951 die Goldmedaille im Crosslauf. Zwei Jahre später gelang ihm der Gewinn in der Mannschaftswertung.
Bei 1957, 1959, 1961 konnte er sich den nationalen Meistertitel im Marathonlauf sichern.
Bei den Olympischen Spielen 1960 in Rom belegte er im Marathonlauf den 28. Rang.
Von Beruf war Bartholome Industriekaufmann. Er war später als Offizier tätig und organisierte Sportveranstaltungen.